# Aphonopelma smithi
Aphonopelma smithi là một loài nhện trong họ Theraphosidae.
Loài này thuộc chi Aphonopelma. Aphonopelma smithi được miêu tả năm 1995 bởi Smith.